# 3596 Meriones
3596 Meriones eller 1985 HB är en trojansk asteroid i Jupiters lagrangepunkt L4. Den upptäcktes 14 november 1985 av de danska astronomerna Karl Augustesen och Poul Jensen vid Brorfelde-observatoriet. Den är uppkallad efter Meriones i den grekiska mytologin.
Asteroiden har en diameter på ungefär 87 kilometer.